# لغات ليتورجية في المسيحية

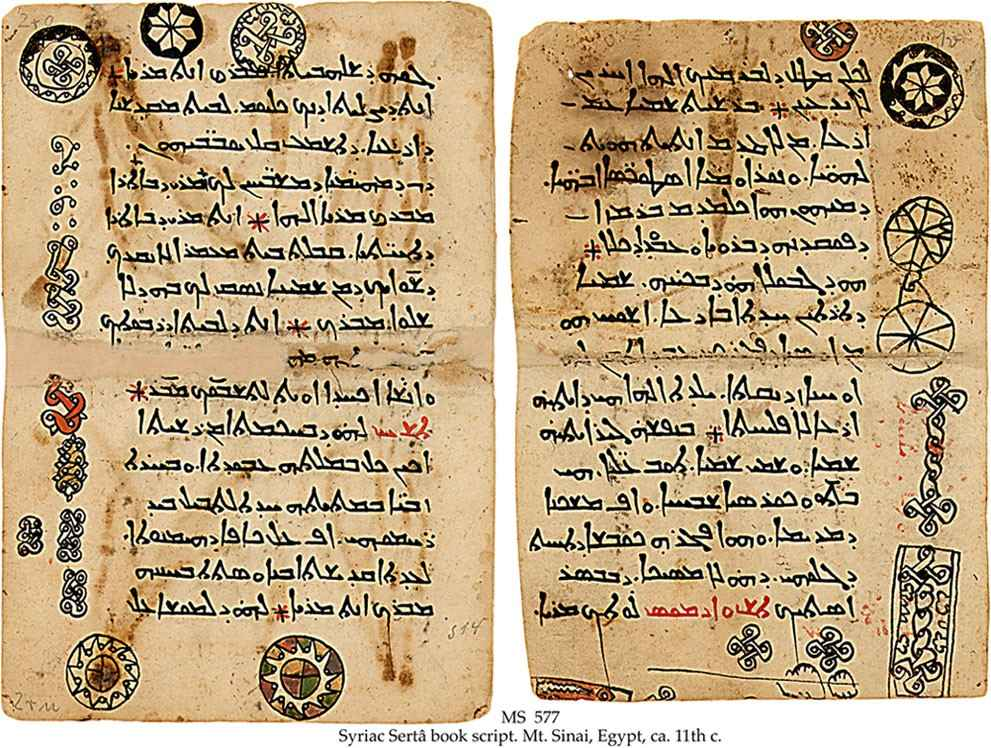
مخطوطتان مكتوبتان بالأبجدية السريانية الغربية، تعتبر اللغّة السريانيَّة لغة ذات أهمية دينيَّة في الديانة المسيحية.

تتنوع اللغات الليتورجيّة في المسيحية ومنها هذه اللغات:
- اللغة اللاتينية: هي اللغة الطقسيّة في الكنيسة الرومانية الكاثوليكية وهي اللغة الرسمية للكرسي الرسولي والتي يصدر بها جميع الوثائق والمعاهدات، وكانت قبل المجمع الفاتيكاني الثاني اللغة الرسميّة للكنيسة الرومانية الكاثوليكية. وقد ظلت اللغة اللاتينية لغة العلم والدراسة في العالم المسيحي الغربي حتى القرن السابع عشر حين بدأت تحل محلها اللغات المحلية، وظلت اللاتينية لغة دولية للمعاملات الدبلوماسية حتى تلك الفترة أيضا حيث حلت محلها الفرنسية كلغة دولية ثم الإنجليزية.
- اللغة اليونانيَّة الكوينه: هي اللغة الطقسيّة في الكنائس الأرثوذكسية الشرقية، تعتبر هذه اللغة لغة مقدسة في التقاليد المسيحيّة الشرقية ويعود ذلك بسبب تدوين نصوص الإناجيل باللغة الكوينه الإغريقية، التي كانت لغة التواصل العامة، كما أن السبعونية هي ترجمة للتناخ بالكوينه نحو زمن كتابة الاناجيل، ومصدر اقتباساتها من التناخ، ويمكن هذا التدوين اللغوين من تتبع كيفية فهم الفقهاء اليهود للتناخ العبري، في الزمن قبيل العصور الميلادية، ويمكن ملاحظة ان الترجمة الكوينيه الإغريقية وضعت بشكل أدق وأكثر إحكاماُ.
- السلافونية الكنسية القديمة: كانت أول لغة سلافية أدبية، وتطورت بحلول القرن التاسع عشر حين جاء المبشرون الإغريق البيزنطيون مثل كيرلس وميثوديوس اللذين يُنسب إليهما توحيد معايير اللغة واستخدامها لترجمة الكتاب المقدس وغيرها من النصوص الكنسية الإغريقية القديمة باعتبارها جزءًا من تنصير السلاف.[1][2][3][4][5][6][7][8][9][10] وقد لعبت تلك اللغة دورًا هامًا على مدار تاريخ اللغات السلافية ومثلت أساسًا ونموذجًا لتقاليد السلافونية الكنسية، وتستخدم بعض الكنائس الأرثوذكسية الشرقية السلافيّة والكنائس الكاثوليكية الشرقية اللغة السلافونية الكنسية على أنها لغة طقسية حتى يومنا هذا.
- اللغة السريانية: تكتسب اللغة السريانيّة أهمية دينية خاصة في المسيحية، أولاً لأن يسوع المسيح قد تكلّم بالآرامية، التي تعتبر بمثابة اللغة الأم للسريانية،[11] وثانيًا لأن العديد من كتابات آباء الكنيسة والتراث المسيحي قد حفظ بالسريانية، إلى جانب اللغة اليونانية، وفي الكنائس التي تتبع الطقس السرياني لا تزال تستخدم اللغة السريانية بشكل يومي في القداس الإلهي وعدد من العبادات الأخرى كلغة ليتورجية.[12] اعتبرت اللغة السريانية ردحًا طويلاً من الزمن لغة العلوم والفنون والآداب.